# Ise-jingū
Ise-jingū (jap. 伊勢神宮) – chram shintō poświęcony bogini Amaterasu, znajdujący się w japońskim mieście Ise w prefekturze Mie.

## Ise Jingū
Ise-jingū (także: Ise-daijingū jako łączna nazwa zespołu "Wielkich Chramów Ise") jest kompleksem sanktuariów. Składa się na niego 125 chramów, podzielonych na dwie główne części: Gekū (jap. 外宮), czyli chramów zewnętrznych, usytuowanych w miejscowości Yamada i poświęconych  bóstwu Toyouke-no-ōmikami oraz Naikū (jap. 内宮), czyli chramów wewnętrznych w miejscowości Uji i poświęconych bogini Amaterasu. Te dwa zespoły są oddalone od siebie o około 6 km. Łączy je ścieżka pielgrzymów przebiegająca przez Furuichi. 
Najwyższy kapłan lub kapłanka chramów Ise musi pochodzić z rodziny cesarskiej.

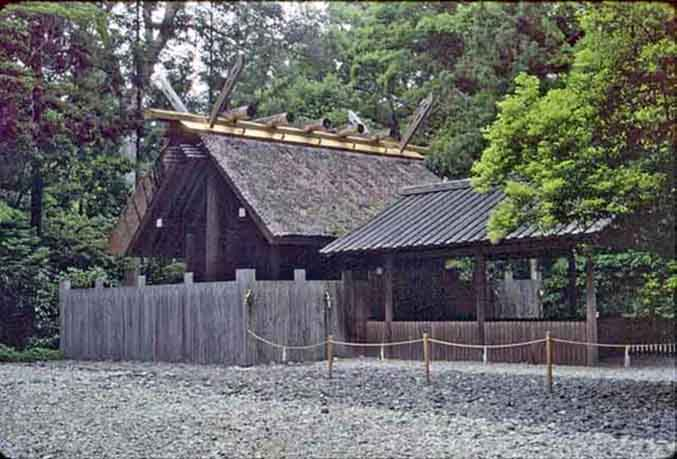
Jeden z kilku „pomocniczych, podległych” chramów (betsugū) w chramie Ise

Według oficjalnej chronologii chramy zostały wzniesione w 4 roku p.n.e., lecz większość historyków datuje je o kilkaset lat później, podając najczęściej rok 690 jako datę budowy pierwszego chramu w Ise, w jego obecnym kształcie. 
Według legendy Naikū zostało zbudowane przez Yamatohime-no-mikoto. Chramy są wymienione w kronikach Kojiki i Nihon-shoki (pisanych najprawdopodobniej w latach 712 i 720). Zgodnie z tradycją, chramy są rozbierane i odtwarzane poprzez użycie nowych materiałów (drewna) co 20 lat. Obecne budynki zostały wzniesione w 2013 roku, co było ich 62. odtworzeniem. Kolejne planowane jest na rok 2033. Wówczas święte przedmioty są przenoszone do nowo wybudowanego głównego pawilonu. Ceremonia ta nazywa się Shikinen Sengūsai. 

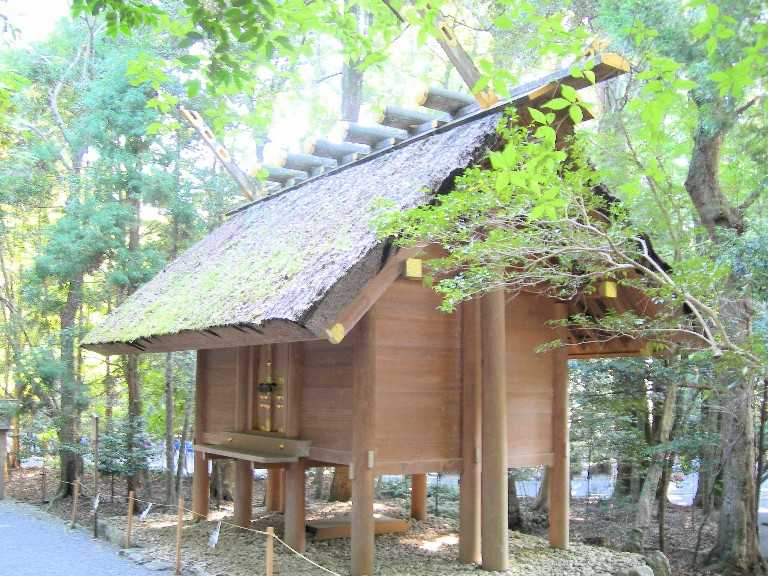
Mishine-no-mikura

Wygląd chramu Ise pochodzi z okresu przed adaptacją wpływów buddyjskich i chińskich w architekturze Japonii. Zachowują więc pierwotny, pozbawiony późniejszych, obcych wpływów styl. Zbudowane są z drewna. Charakterystyczne dla ich stylu architektonicznego są belki dachów wystające ponad ich szczyty, zwłaszcza te skrajne, wyglądające z daleka jak rogi, a także osadzenie całej konstrukcji na palach, z podłogą wzniesioną ponad poziom gruntu, co nasuwa skojarzenia z architekturą Polinezji.
Chram Ise jest narodowym skarbem Japonii. Przechowywane jest tam ośmiogranne zwierciadło i z tego powodu jest to najważniejsze ze świętych miejsc shintō. Dostęp do obydwu części kompleksu jest ściśle limitowany, zwykły turysta może zobaczyć niewiele więcej, niż dachy budynków świątynnych widoczne spoza wysokich, drewnianych płotów. 
Region wokół chramu Ise to teren Parku Narodowego Ise-Shima, w którym mieszczą się też inne miejsca kultu i zabytki, na przykład 'zaślubione skały' Meoto Iwa, czy też Saigū (lub Saikū, Itsuki-no-miya). Była to dawna rezydencja niezamężnych księżniczek cesarskich (saiō), służących w chramie Ise; dziś zrekonstruowany model na terenie miasta Meiwa.

## Ustanowienie chramu

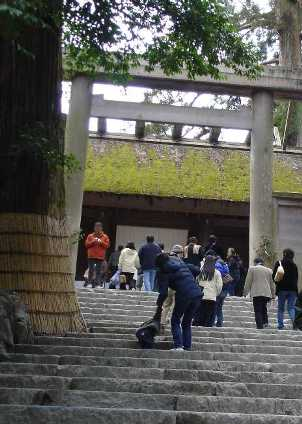
Schody wiodące do Naikū

Według japońskiej legendy, około 2 tys. lat temu niebiańska córka cesarza Suinina, Yamatohime-no-mikoto, zeszła z góry Miwa na tereny obecnej prefektury Nara w poszukiwaniu stałego miejsca kultu dla bogini Amaterasu. Wędrowała przez 20 lat przez rejony Ohmi i Mino. Trafiła wreszcie do Ise w obecnej prefekturze Mie, gdzie nakazała wznieść Naikū po tym, jak usłyszała głos Amaterasu, twierdzącej, że w tym właśnie miejscu, blisko jednocześnie gór i morza, pragnie pozostać na zawsze. Przed wyprawą Yamatohime-no-mikoto ośrodek kultu Amaterasu-ōmikami znajdował się w pałacu cesarskim w Yamato, następnie tymczasowo przeniesiono go w rejon Nara.

## Najwyżsi kapłani i kapłanki
Od końca VII w. aż po XIV w. funkcję najwyższej kapłanki chramu Ise pełniły kobiety wywodzące się z japońskiej rodziny cesarskiej, znane jako saiō. Według antologii Man'yōshū ("Dziesięć tysięcy liści"), pierwszą saiō służącą w chramie była Okunohime-miko, córka cesarza Tenmu w okresie Asuka. Wzmianki o niej jako kapłance znajdują się też w Genji-monogatari (w rozdziałach "Aoi", "Sakaki" i "Yugao") oraz w 69. rozdziale Ise-monogatari. System saiō zakończył się podczas rozruchów w okresie Namboku-chō (1336–1392).

## Naikū – chram wewnętrzny
Oficjalna nazwa głównego chramu Naikū brzmi Kōtai-jingū. Jest ona miejscem kultu bogini Amaterasu. Teren Naikū składa się z różnych budowli, w tym niżej wymienionych.

### Most Uji
Drewniany most, zbudowany w tradycyjnym japońskim stylu, stoi przed wejściem do Naikū, umożliwiając przejście stumetrowego odcinka ponad nurtem rzeki Isuzu. Podobnie jak budynek chramu, jest również rozbierany co 20 lat i stawiany na nowo. 

### Temizusha
Po przejściu mostu Uji oraz ścieżki wiodącej przez malowniczy ogród pielgrzymi zatrzymują się przy Temizusha. Jest to niewielki, zadaszony zbiornik z wodą, uzupełnianą stale świeżym napływem. Woda służy do rytualnego obmywania rąk i płukania ust.

### Kōtai-jingū – główny chram
Po przejściu przez pierwszą i drugą torii pielgrzymi wstępują do głównego chramu Naikū po kamiennych schodach. Choć aktualnie jest on ukryty za wysokim płotem, pielgrzymi mogą podejść pod bramę i modlić się tam. Fotografowanie tego miejsca jest surowo zabronione i zakaz jest ściśle przestrzegany.
Kōtai-jingū jest znany jako miejsce przechowywania Ośmiogrannego zwierciadła, jednego z trzech świętych przedmiotów (japońskie regalia cesarskie) ofiarowanych pierwszemu cesarzowi przez bogów. Ze ścieżki wiodącej wokół zewnętrznego muru można obserwować spoza drzew dach głównej świątyni.